# Нова Ковалівка (селище)
Нова Ковалівка — селище Усатівської сільської громади в Одеському районі Одеської області в Україні. Населення становить 286 осіб.
В селі існує сільський клуб.

## Населення
Згідно з переписом 1989 року населення селища становило 363 особи, з яких 172 чоловіки та 191 жінка.
За переписом населення 2001 року в селищі мешкало 286 осіб.

### Мова
Розподіл населення за рідною мовою за даними перепису 2001 року:
| Мова       | Відсоток |
| ---------- | -------- |
| українська | 81,47 %  |
| російська  | 15,73 %  |
| болгарська | 0,7 %    |
| німецька   | 0,7 %    |
| гагаузька  | 0,35 %   |
| румунська  | 0,35 %   |